# Lotus (album de Santana)
Pour les articles homonymes, voir Lotus.
Albums de Santana Band
Borboletta
(1974) Amigos
(1976)
Lives par Santana Band
Fleur de lune
(1977)
Lives par Carlos Santana
Carlos Santana and Buddy Miles! Live!
(1972) Fleur de lune
(1977)
Lotus est un triple vinyle enregistré en concert par le groupe rock latino Santana au Japon (Osaka Koseinenkin Hall) en 1973. Il s'agit de leur premier album live. 

## Historique
L'album est sorti un an plus tard en 1974. Depuis les années 90, une édition double CD est disponible.
L'édition CD regroupe tous les titres dans leur intégralité.

## Titres

### CD 1
1. Going Home
2. A-1 Funk
3. Every Step Of The Way
4. Black Magic Woman
5. Gypsy Queen
6. Oye Como Va
7. Yours Is The Light
8. Batuka
9. Xibaba (She-Ba-Ba)
10. Stone Flower (Introduction)
11. Waiting
12. Castillos De Arena Part 1 (Sand Castle)
13. Free Angela
14. Samba De Sausalito

### CD 2
1. Mantra
2. Kyoto (Drum Solo)
3. Castillos De Arena Part 2 (Sand Castle)
4. Incident At Neshabur
5. Se A Cabo
6. Samba Pa Ti
7. Mr. Udo
8. Toussaint L'Overture

## Personnel
- Carlos Santana : Guitare, percussions
- Leon Thomas – Chant, maracas, percussions
- Tom Coster – Orgue Hammond, orgue Yamaha, piano électrique, percussions
- Richard Kermode – Orgue Hammond, piano électrique, percussions
- Doug Rauch – Basse
- Armando Peraza – Congas, bongos, percussions
- José "Chepito" Areas – Timbales, congas, percussions
- Michael Shrieve – Batterie